# Roger Smith (acteur)
Pour les articles homonymes, voir Roger Smith et Smith.
Roger LaVerne Smith (né le 18 décembre 1932 à South Gate (Californie) et mort le 4 juin 2017 à Sherman Oaks (Los Angeles, Californie)) est un acteur et scénariste américain.

## Biographie
Roger Smith a joué dans la série policière  77 Sunset Strip.

### Vie privée
Roger Smith a été marié à l'actrice Ann-Margret.

## Filmographie
- 1957 : L'Homme aux mille visages
- 1957 : Le Bal des cinglés
- 1957-1959 : Papa a raison
- 1958 : La Grande Caravane
- 1958 : Sugarfoot
- 1958-1963 : 77 Sunset Strip
- 1960 : Intrigues à Hawaï
- 1964 : Haute Tension